# 鶏肉みたいな味

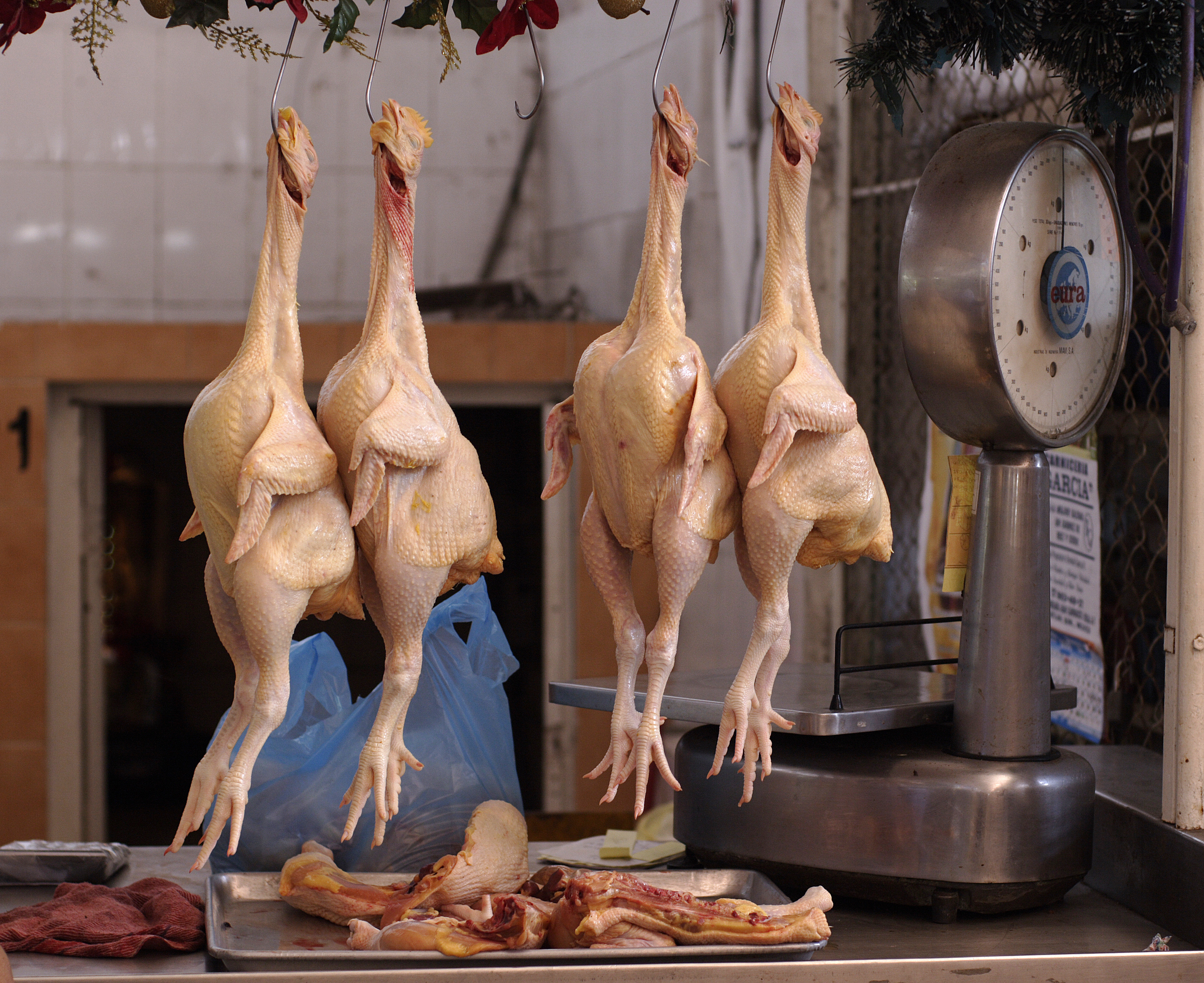

鶏肉みたいな味（とりにくみたいなあじ、英語: tastes like chicken）とは、英語圏において食べ物の風味を形容するときによく使われる表現である。但しあまりにも頻出するため、一種のクリシェのようになってしまっている。その結果、この言い回しは実際には関係のない食事やふさわしくない状況にも現れ、不条理な笑いをはらむこともある。

## 歴史
この言葉の背景には、世界中で鶏肉が身近な食材として親しまれているという事実がある。しかし牛肉や豚肉もありふれた食材であるのに、なぜ昔から鶏肉が珍しい動物の肉を例えるときの「安全策」となっているのか、これに関してはいくつかの説明が考えられる。まず、鶏肉は淡泊な味わいを持つ素材だということが大きい。これは筋肉よりも脂肪のほうが味にとっては大事な要素だからで（とくに皮なしの鶏胸肉を薄くカットした場合にそれが明らかになる）、だからこそ風味の穏やかな鶏肉は比較対象を探すときに手軽に浮かぶ選択肢となるのである。また、鶏の肉は「うま味」として知られる深い味わいを産み出すグルタミンの含有量が少ないとされている。そして柔らかくするなど加工処理を行った他の肉もやはりグルタミンに乏しいため、その味は鶏に近づくということができる。
ハーバード大学 比較動物学博物館のジョー・ステイトンが提唱するように、肉の風味はその動物の進化上の起源をもとに定まる、という考え方もある。特に四足類は概して鶏肉のような味がするが、他の生物はそういった特徴をもたない、とステイトンは言う。つまり鳥類（それぞれに数え切れないほどの肉の種類がある）は必然的に鶏肉に近い味わいになるのである。さらに鳥類の祖先としての恐竜の存在は、爬虫類もある程度は鶏肉のような味がすることや、恐竜もまた鶏肉の味に似ているということの証拠となる。
しかしこの説によれば魚介類はもっと独特の味がするはずだがそうではないし、四足類には哺乳類も含まれるのに鶏肉に近い味わいの哺乳類はきわめて少ない。だがこのことは、進化系統樹が枝分かれするなかで肉の風味が変化する突然変異が起こったことを暗に示している。
また鶏肉はほとんどが白い「速筋線維」である胸部からとられているという点も重要である。鶏の「速筋線維」は逃げようとするときに短い時間だけ素早く飛ぶために必要なのだが、鶏肉に例えられる動物は食用に使われる肉の部位に同じような繊維の束をもつため味が似てくる、という説が考えられるからだ。こうした味の特徴は、ミオグロビンの濃度で説明されるのがふつうである。脊椎動物の肉やゆっくりした持続的な運動に適した組織はこのミオグロビンの濃度が高いのである。通例ミオグロビンの豊富な肉は鶏肉・魚などホワイトミートと対比して赤身肉（レッドミート）と呼ばれている。

## 鶏肉に例えられる動物
（特に断りがない限りはステイトンによる）
| - アリゲーター属 - ウシガエル - カミツキガメ | - イグアナ - ヘビ - ハト | - ウズラ - カンガルー - ウサギ | - カエル - シロアリ - フグ |

## 関連文献
- Cloud, John (2010年6月14日). “Tastes Like Chicken: The Quest for Fake Meat”. Time 2012年11月24日閲覧。
- Spice, Byron (2000年7月17日). “Mmm, tastes like chicken: Common ancestors could account for phenomenon”. Pittsburgh Post-Gazette 2012年11月24日閲覧。